# Regent Street
Regent Street je obchodní ulice a dopravní tepna ve West Endu v londýnském obvodu Westminster. Vede od Charles II Street, kolem Piccadilly Circus a Oxford Circus až k Mortimer Street.
Byla postavena podle plánu Johna Nashe z roku 1811, jako část ceremoniální trasy od rezidence prince regenta (později Jiří IV.) v Charlton House do nově vybudovaného Regent's Parku. Původní Nashovy domy byly ve 20. letech 20. století zbořeny a nahrazeny většími, navrženými Reginaldem Blomfieldem v neobarokním stylu.
V ulici se nachází Broadcasting House, budova ve stylu Art Deco - londýnské sídlo BBC.

## Dějiny
Ulice byla postavena podle plánů architekta Johna Nashe z roku 1811 jako součást ceremoniální trasy směřující od rezidence prince Regenta v Charlton House do nově vybudovaného Regent's Parku. Ulice je součástí Crown Estate, který náleží do vlastnictví královské rodiny a monarchie.
Koncem 19. století se začaly ozývat první hlasy požadující přestavbu stávajících Nashových domů. Nashové domy nebyly nejkvalitnější a s přibývajícími přístavbami a přestavbami začala trpět jejich celková statika. Třetím důvodem pro přestavbu byla jejich nedostatečná velikost. S ústupem zakázkového krejčovství se nároky na obchodní prostory změnily a stávající prostory již nestačily.
Nash zamýšlel ulici jako široký bulvár s obloukem. Ve snaze o optimální využití půdy Crown Estate znamenalo, že na new New Street (jak byla v té době Regent Street známá) se nachází několik výrazných zakřivení. První při vstupu na Piccadilly Circus a druhé při křižovatce Portland Place a Langham Place. Ulici dokončily v roce 1825.

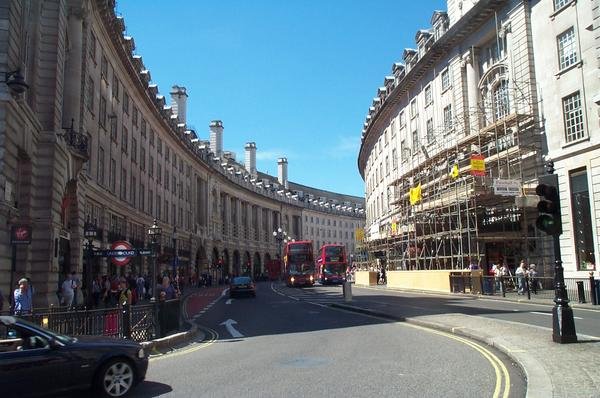
Spodní kvadrant Regent Street vedoucí na Piccadilly Circus

Jde o vůbec jeden z prvních příkladů městského plánování v Londýně, neboť do té doby se Londýn rozšiřoval poměrně náhodně. New Street se měla stát jasnou hranicí mezi Soho, které v té době bylo považováno za pochybnou čtvrť, a módními ulicemi a náměstími ve čtvrti Mayfair.
V současné době jsou všechny domy na Regent Street památkově chráněny a tvoří tzv. Regent Street Conservation Area.
Regent Street je příkladem architektonického stylu Beaux Arts, který představuje směs různých stylů a prvků, které jsou kombinovány ve snaze dosáhnout monumentální efekt. Každá z budov byla navrhovaná samostatně, avšak v rámci přísných pravidel. Každý z bloků musel mít směrem do ulice jednolitou fasádu bez ohledu na prostorové rozdělení za ní. Také budovy musely být pokryty Portlandský kamenem.
Jako první byl přestavěn Regent House, jižně od Oxford Circus. Autorem návrhů rekonstrukce byl architekt Sir Reginald Blomfield. Přesto, že motivace zvětšit obyčejné obchody na obchodní domy byla silná; práci na výstavbě zpomalila první světová válka a rekonstrukce byla dokončena až v roce 1927. Ulici otevřel král Jiří V. s manželkou.
V ulici je soustředěno velké množství obchodů různých společností a zaměření:
- obchod společnosti Apple otevřený 20. listopadu 2004. První obchod společnosti Apple tohoto druhu v Evropě.
- obchod s módním zbožím společnosti Austin Reed v Regent Street číslo 103 – 113. V centru obchodu se nachází atrium a prosklený výtah s výhledem do všech pater. Tento obchodní dům je vlajkovou lodí společnosti.
- obchodní dům Dickins and Jones, sídlící v této ulici od roku 1803. Společnost House of Fraser, jeho majitel, uzavřela tento obchodní dům z důvodu ztrátovosti na počátku roku 2006.
- Hamleys – hračkářství. Do roku 1990 největší (šestipatrový) obchodní dům zaměřený na prodej hraček.
- Liberty – obchodní dům s módním zbožím.

Tam kde se setkává Regent Street s Oxford Circus se nachází vstup do stanice metra Oxford Circus – nejrušnější stanice londýnského metra.